# Windgap (comté de Kilkenny)
Windgap est un village en Irlande, situé dans le comté de Kilkenny.